# سبيل الحوريات (عمان)
سبيل الحوريات  هو نيمفيوم يقوم على جانب سيل عمّان في وسط العاصمة الأردنية. ويعود إلى الفترة الرومانية القرن الثاني الميلادي والبناء بشكل عام يعتبر بناءً جمالياً. ومن الأبنية الهامة والعامة في المدن الرومانية وتقوم دائرة الآثار الأردنية العامة باجراء التقنيات الآثرية في الموقع لاظهاره بالشكل اللائق.

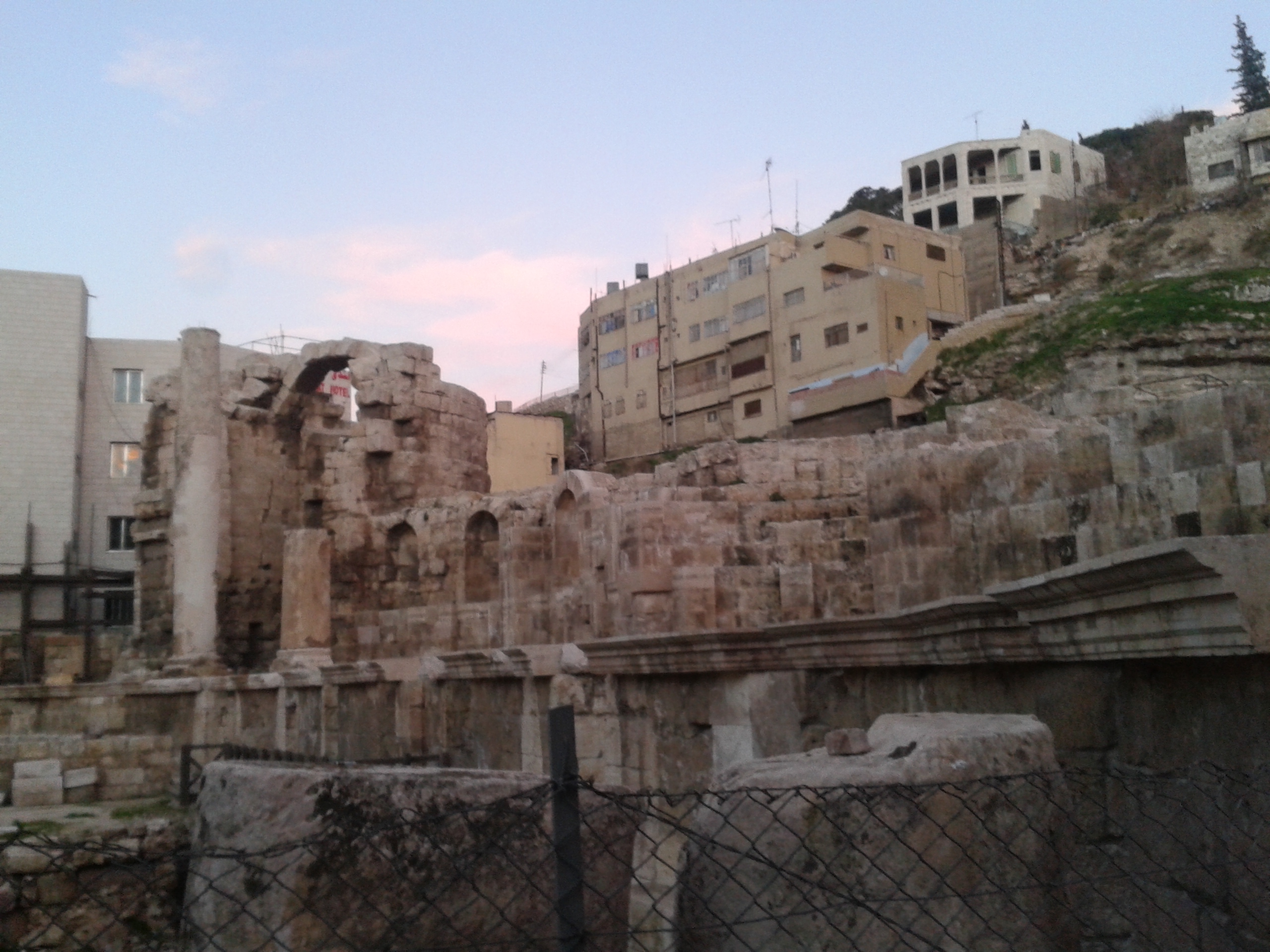

## موقع سبيل الحوريات
يقع سبيل الحوريات في شارع قريش- وهو شارع سقف السيل، والذي أقيم فوق مجرى نهر عمان القديم، والسائر في هذا الشارع يستطيع ان يشاهد بقايا سبيل الحوريات، أو ما كان حماماً على قدر عظيم من الفخامة.
يحتوي سبيل الحوريات في مدينة عمان على ثلاث حنايا، وضعت طاقات صغيرة نصف دائرية أيضاً، والتي رتبت في صفين يعلو أحدهما الآخر.
كانت الواجهة الداخلية لسبيل الحوريات مغطاة بألواح الرخام، بينما حوض السباحة كان واسعاً ويمتد على طول البناء وبعمق 26 قدماً، وفوق حوض السباحة أقيمت الحمامات والنوافير، والأعمدة التي تبلغ ارتفاعها عشرة أمتار. ولم يبق في هذا اليوم من سبيل الحوريات سوى برجان والآثار المتبقية بينهما.
بعد أن خبا نجم مدينة عمان قديماً، تحول سبيل الحوريات إلى خان ينزل فيه المسافرون وتأوي إليه دوابهم.
وبعد أن عادت الحياة إلى مدينة عمان، أخذ الناس يبنون المساكن بصورة عشوائية، حتى بدأت الأبنية تتداخل مع بعضها البعض في جوانب سبيل الحوريات.

## الآثار المتبقية من سبيل الحوريات
في الزمن الغابر، كان مجرى السيل مسقوفاً بالقناطر، ولكن هذه القناطر أزيلت الواحدة تلو الآخر؛ وذلك خلال طفرة البناء السريعة التي شهدتها مدينة عمان منذ بداية القرن العشرين. وفي سنة 1881 م، لم يتبق من سقف السيل الروماني سوى 100 متر، وكان عرضه سابقاً تسعة أمتار. ويعتبر سقف السيل الروماني من أعظم الأعمال التي قام بها المهندسون الرومان في المدينة. وكان هذا الأثر يغطي السيل من منبعه في رأس العين إلى أن يخر من أحيائها المأهولة قرب جسر رغدان الحالي.
في ذلك العهد الروماني، كان هناك أيضاً شارع مرصوف يخترق مدينة عمان، وكانت هناك ساحة تقبع أمام المدرج الروماني من جهة الشمال، وكانت محاطة بالأعمدة- وهي تشبه الساحة العامة في مدينة جرش.
لم يتبق من أعمدة هذه الساحة العامة في مدينة عمان سوى ثمانية اعمدة، وترتفع كل واحدة منها ثمانية امتار، وتعلوها تيجان كورنيثية، وفوقها عتبات غنية جداً بالنقوش والزخارف، وقد كتب على إحداها بالأحرف اليونانية ما ترجمته: «بُني هذا المدرج بأمر من السلطة الحاكمة ومن الأموال العامة، إكراماً للإمبراطور القيصر تبطس إيليوس هدريانوس أنطونيوس أغسطس، ولأهل بيته». ويمكن أن يُستنتج أن هذه العتبة التي تبلغ طولها متران وعرضها متر، كانت قد كتبت لتخليد ذكرى زيارة الإمبراطور هدريان إلى مدينة عمان سنة 130 ميلادية.
كان عرض شارع الأعمدة نحو ثمانية أمتار ونصف، وهو يمتد 800 متر تقريباً؛ وتبدأ من نقطة تقع على مسافة 100 متر جنوب غربي المسجد الحسيني- أي في شارع الملك طلال، وتنتهي عند النقطة التي تقع بالقرب من جسر رغدان في نفس المكان التي أقيمت فيها البوابة الشرقية.
وبما أن الساحة العامة كانت تحتل الساحة الواقعة من الناحية الشمالية للمدرج الروماني، فقد كان هناك مقابل الساحة الهامة درجاً عريضاً يتسلق سفح جبل القلعة حتى يصل إلى معبد هرقل. كان هذا الدرج يبدأ من بوابة تماثل البوابة الموجودة في جرش؛ وكان الرحالة الأجانب قد شاهدوا بقاياها سنة 1911 م، وكانت تعتبر هذه البوابة آنذاك بفتحاتها الثلاث من أجمل عمائر مدينة فيلادلفيا.

## بقايا أخرى لسبيل الحوريات
هناك بقايا أخرى لآثار سبيل الحوريات: وهي قاعة الموسيقى؛ أو المسرح المدرج الذي ما تزال بقاياه قابعاً في الجهة الشرقية للمدرج الروماني.
وكانت هذه القاعة تستخدم كمسرح صغير لعرض المسرحيات الجديدة، وإقامة الحفلات الغنائية والموسيقية والقراءات الأدبية والشهرية التي تهم خواص الناس.
خلال الأعوام 1990- 1998 م قامت دائرة الآثار الأردنية العامة بإزالة طبقات ضخمة من الركام والأتربة التي كانت تملأ قاعة هذا المدرج وجوانبه، فظهرت بمجهودهم جدران المسرح المقوسة الرائعة. وقد أعيد بناء العقود إلى جانبي المدرج وخلفه، كما تم تجديد بناء صفوف المدرج التسعة، والتي تتسع لما يقارب 500 متفرج.
كما أعيد بناء المسرح الخشبي، وووضعت الأبواب الخشبية لمداخله، كما تم تبليط ركن جوقة الموسيقى بالرخام الأبيض، والمساحات إلى جانبي المسرح وخلفه.

## الصور

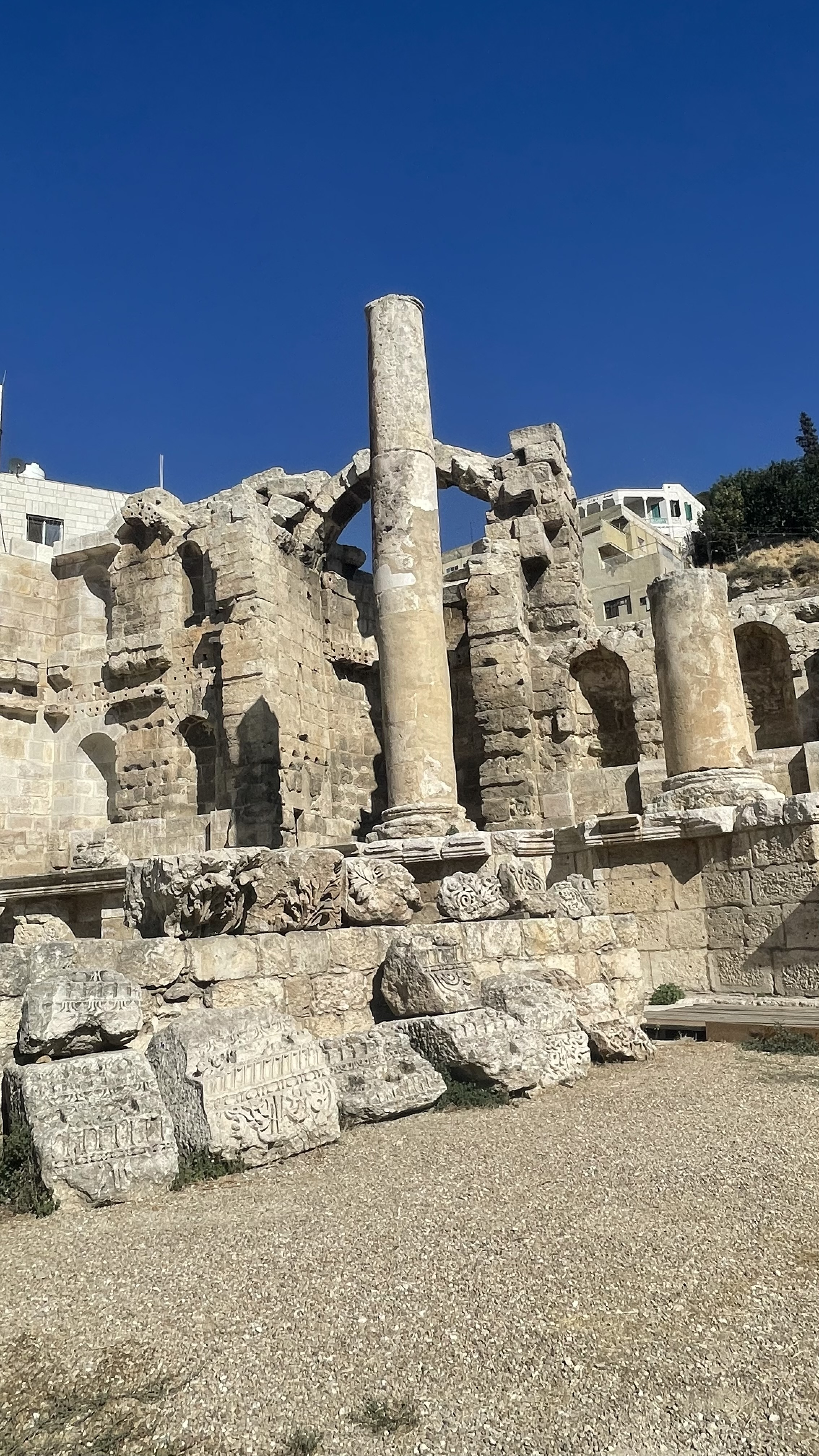
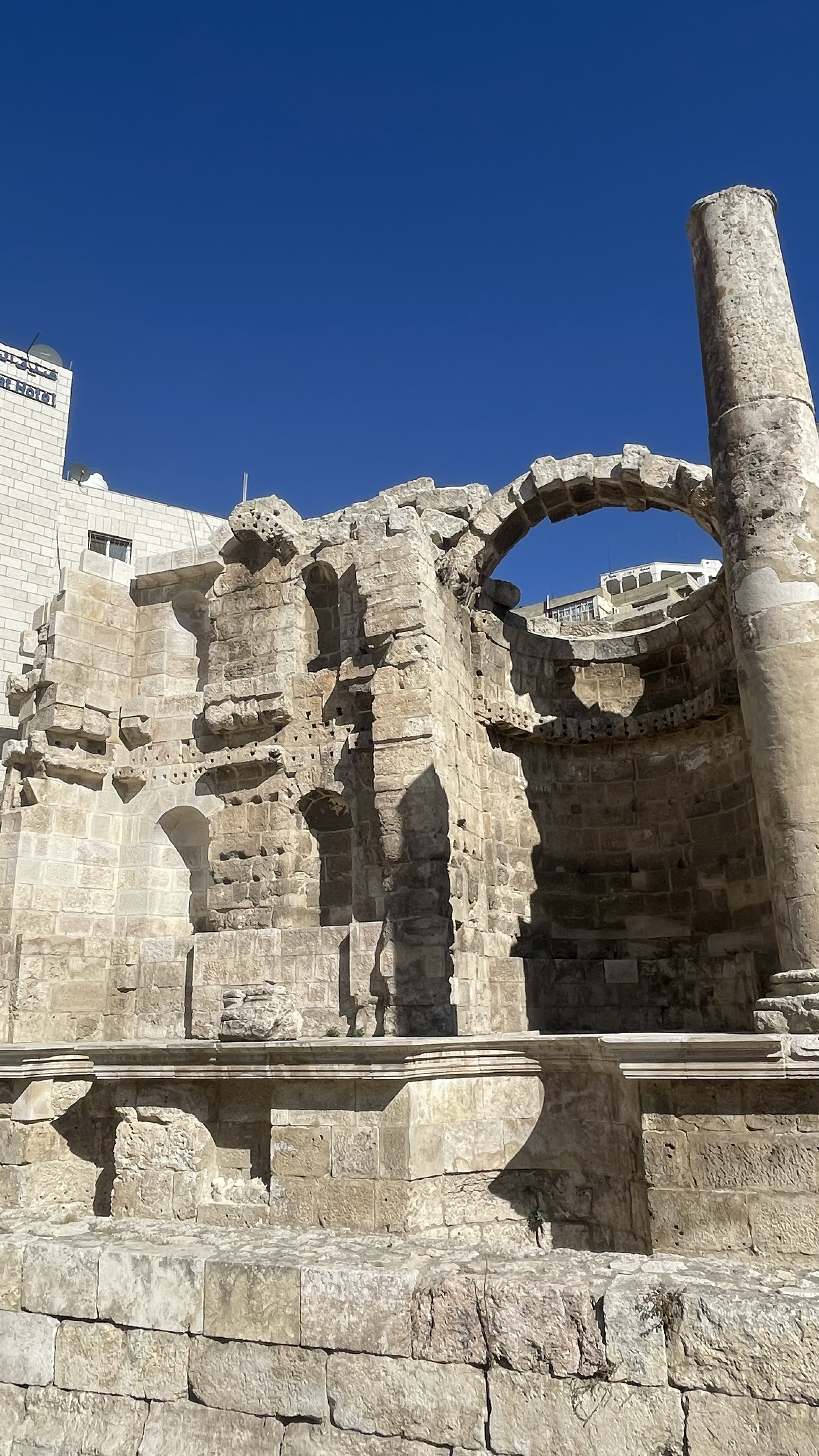
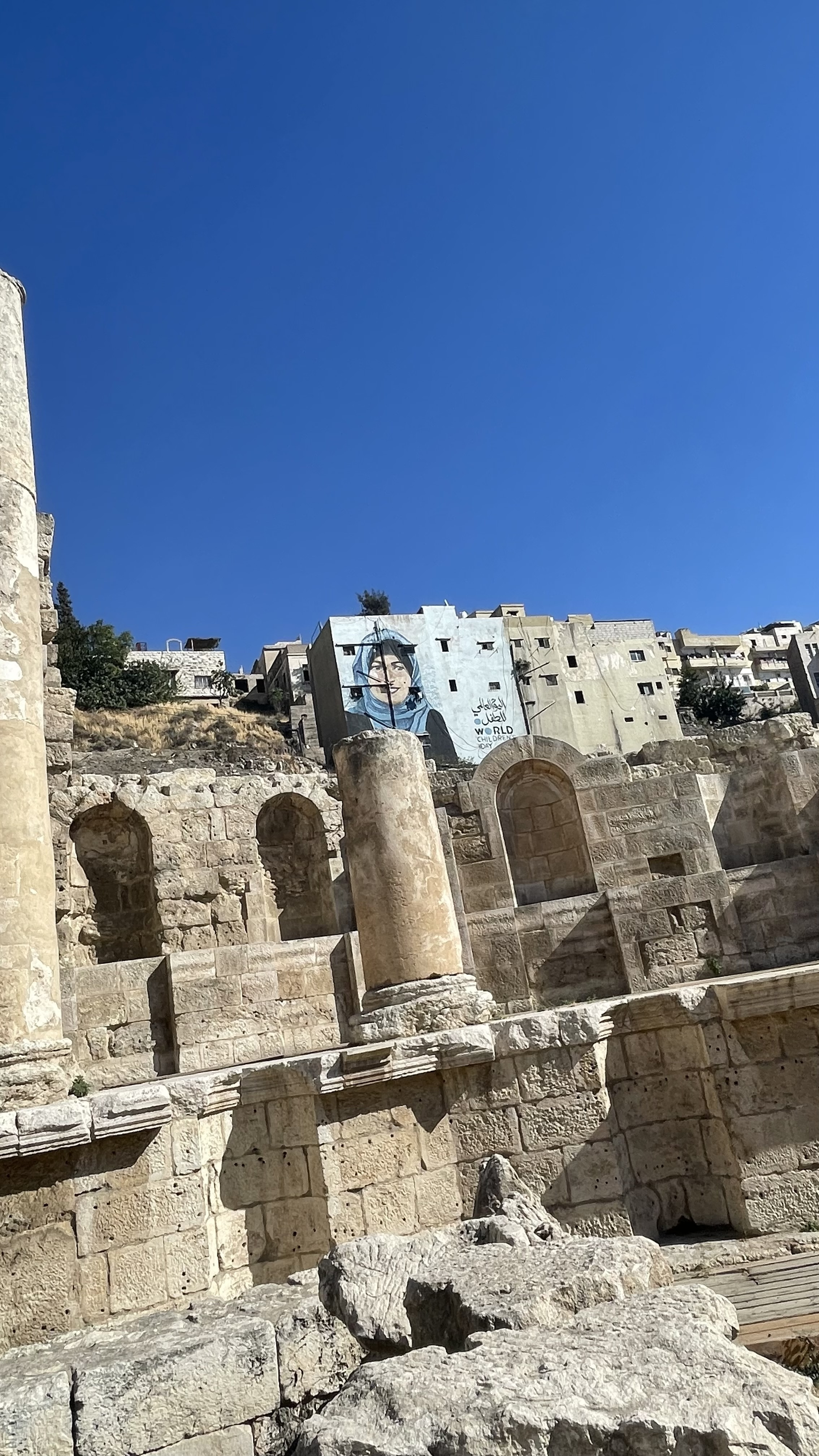
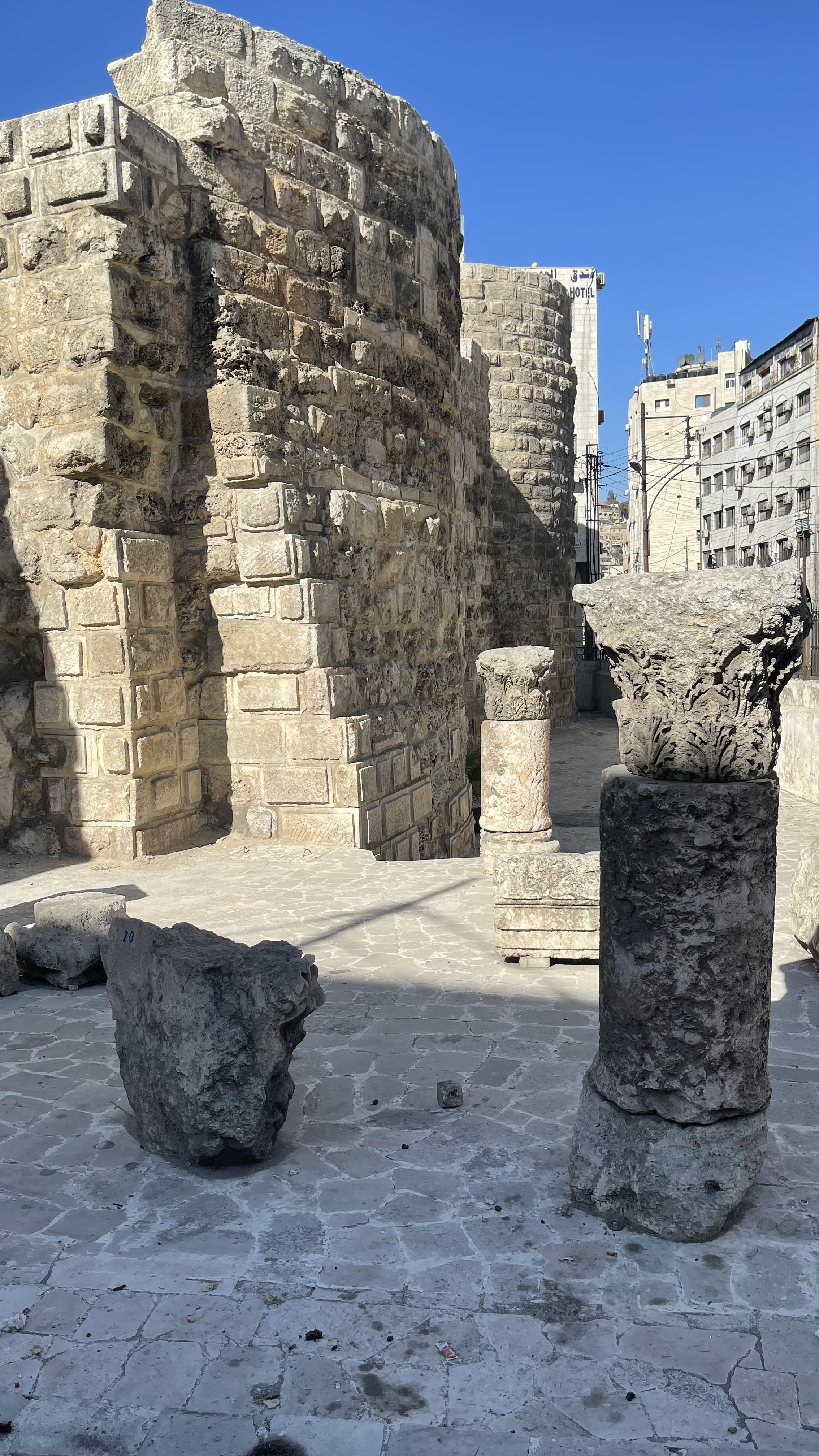
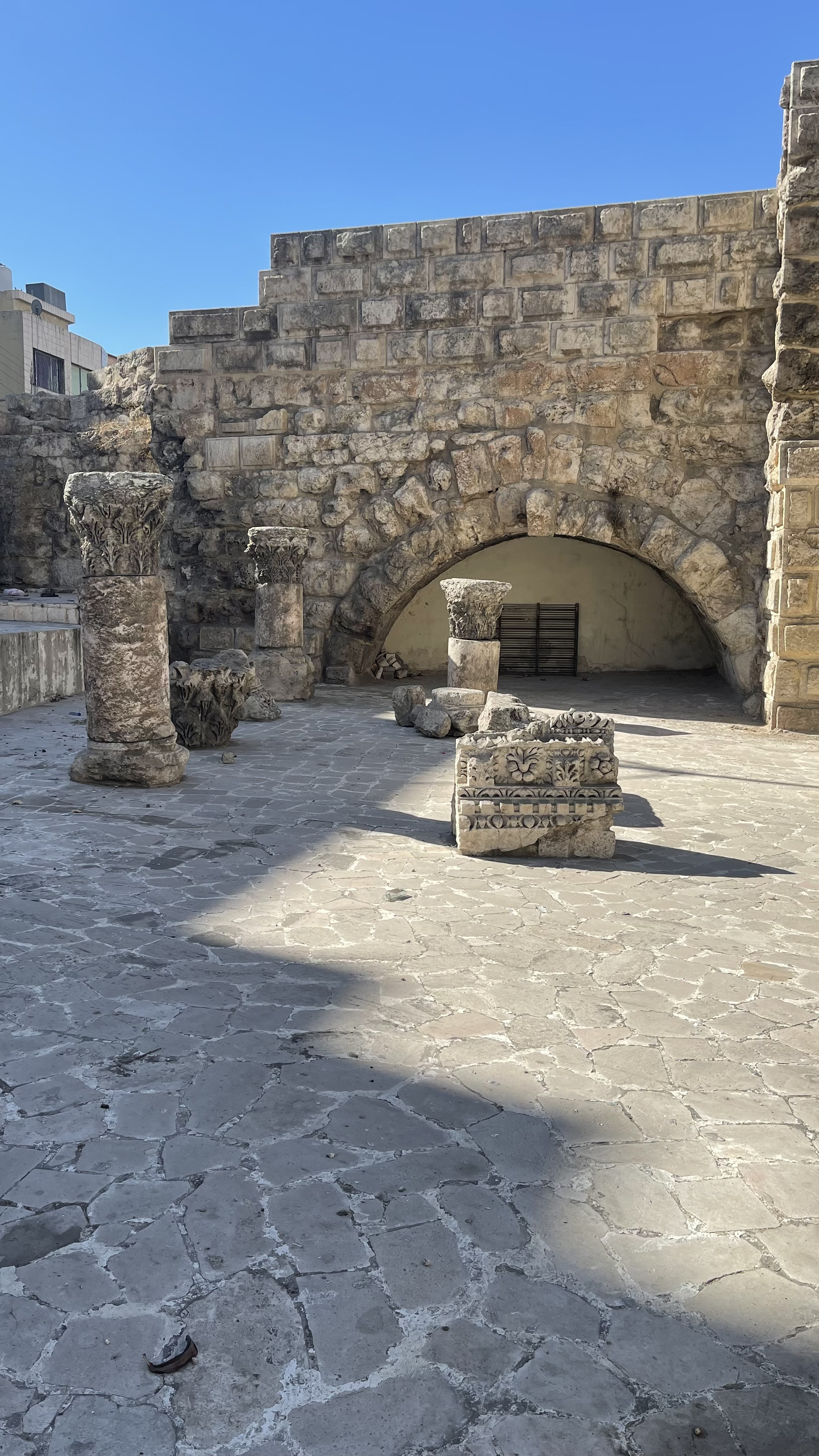
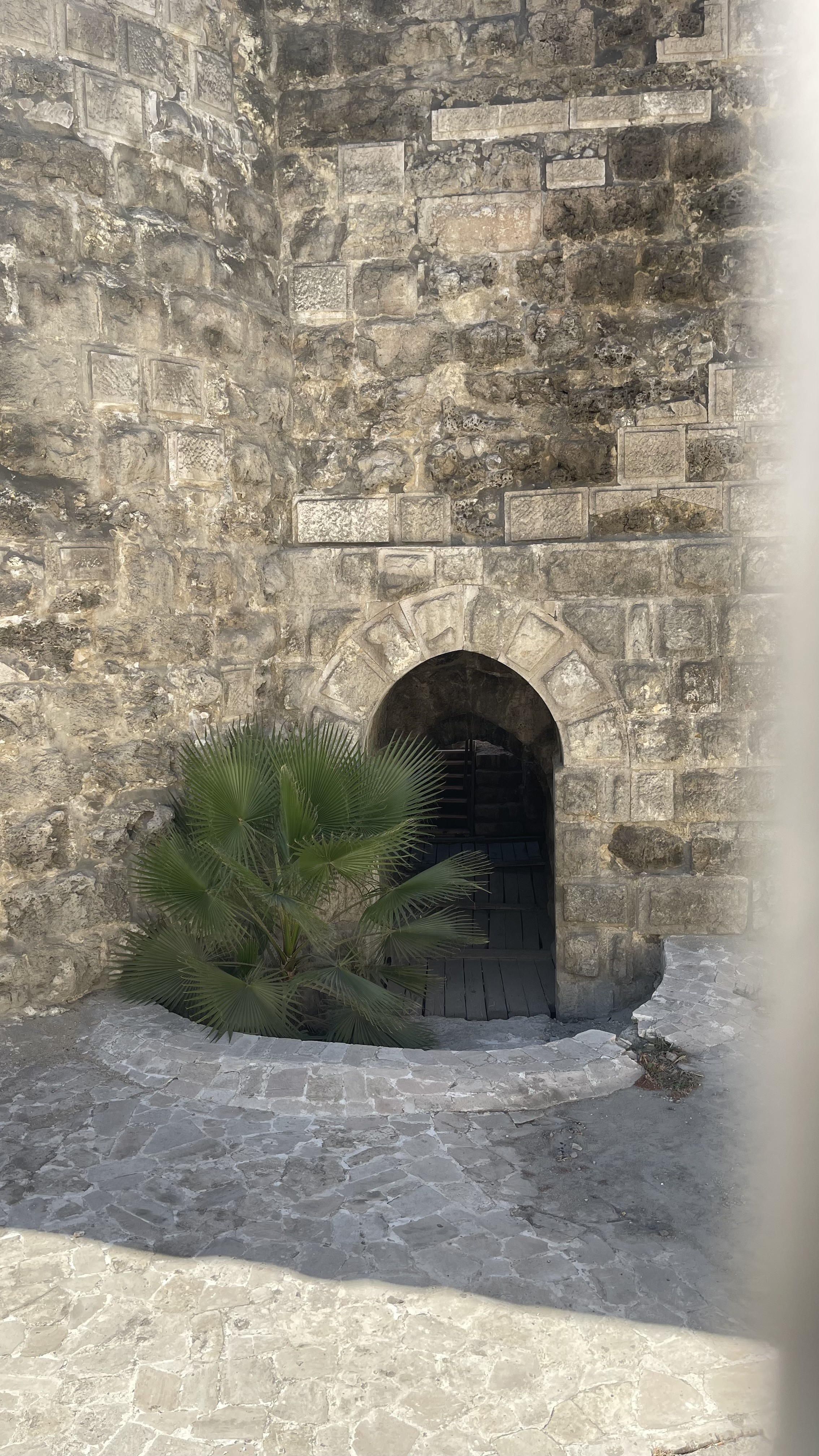
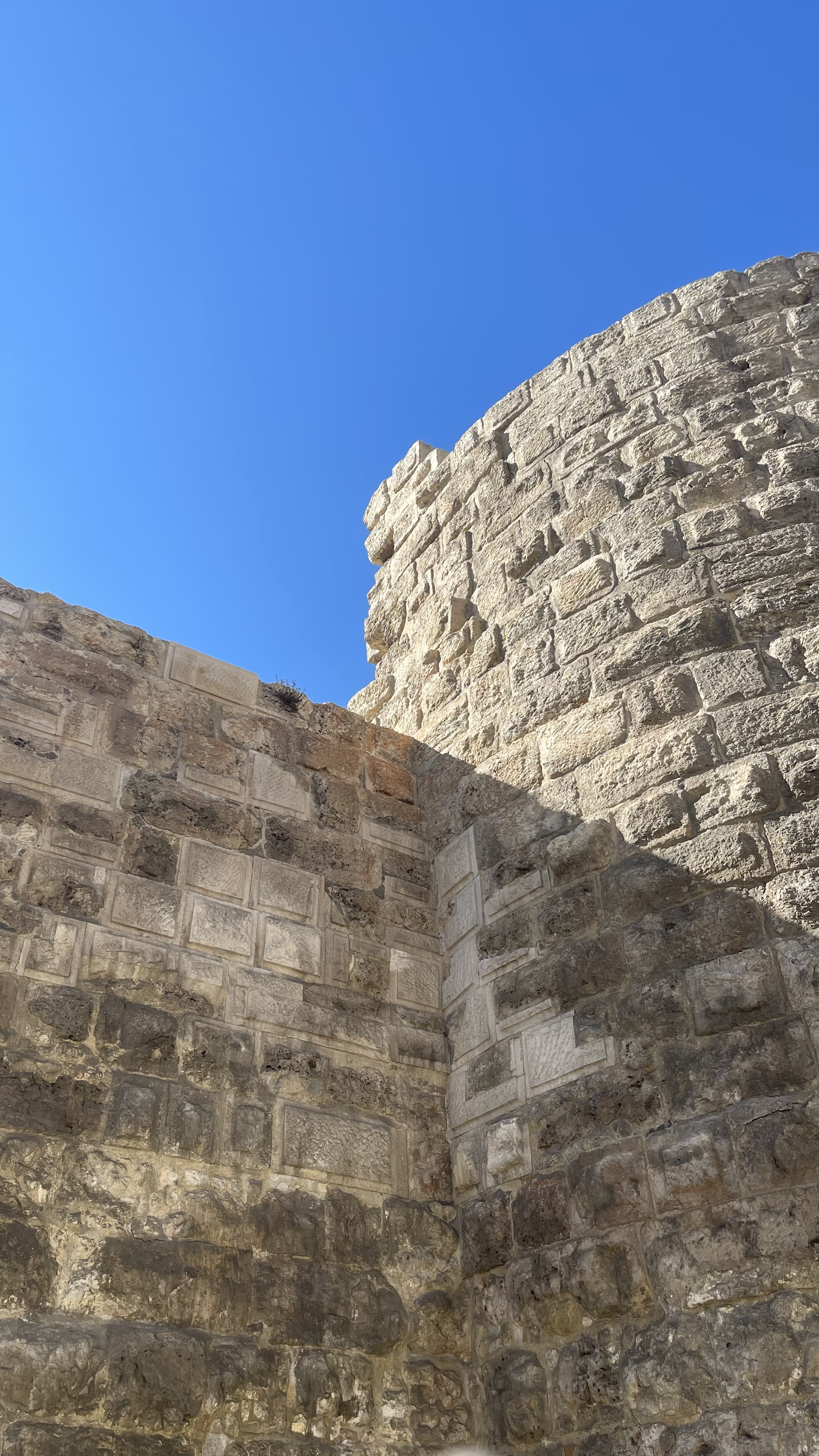